# Eşik ağası
Eşik ağası (dt. „Schwellen-Agha“) war der Titel hoher Kämmerer bei den Aq Qoyunlu, den Safawiden und den Kadscharen. Die Eşik ağaları wurden eingesetzt im Dīwān und im Harem und hatten entsprechend diesem Aufgabenbereich die Titel Eşik ağası başı-yı dîvân-ı a'lâ im Diwan und Eşik ağası başı-yı harem im Harem. Der Eşik ağası des Harems war dem des Diwans untergeordnet und verdiente entsprechend weniger. Bei den Safawiden galt der Eşik ağası als eine der vier Säulen (arkân) des Staates. Den Wohnbereich des Eşik ağası nannte man Eşikhâne. Die Ersterwähnung des Titels erfolgte in der kurzen Herrschaftszeit Schah Ismails II. Die im Diwan eingesetzten Aghas waren nicht nur für den Ein- und Auslass zuständig. Sie regelten auch Ablauf und Ordnung der Ratssitzung und hatten erheblichen politischen und finanziellen Einfluss. Als Zeichen ihrer Würde trugen sie bei offiziellen Anlässen und Empfängen einen goldenen Streitkolben, standen dem Herrscher gegenüber und geleiteten auch Gesandte zu ihm. Dabei zeigten sie die mitgebrachten Gaben. Es sind auch Fälle bekannt, bei denen der Eşik ağası selbst als Gesandter diente. Kamal al-Din Farrukhzada, der 1555 den Frieden von Amasya mit Sulaiman dem Prächtigen aushandelte, war beispielsweise der Eşik ağası Tahmasps I.
Unter den  Kadscharen wurde der Einfluss des Eşik ağası beschnitten.